# Sigarette (Mondo Marcio)
Sigarette è un singolo del rapper italiano Mondo Marcio, pubblicato il 15 febbraio 2021 come unico estratto dal quarto EP My Beautiful Bloody Break Up.